# Abyssidrilus potens
Abyssidrilus potens är en ringmaskart som beskrevs av Erséus 1992. Abyssidrilus potens ingår i släktet Abyssidrilus och familjen glattmaskar. Inga underarter finns listade i Catalogue of Life.